# Catopsis minimiflora
Catopsis minimiflora är en gräsväxtart som beskrevs av Eizi Matuda. Catopsis minimiflora ingår i släktet Catopsis och familjen Bromeliaceae. Inga underarter finns listade i Catalogue of Life.